# HWM 52
La HWM 52 (o HWM 52-Alta) è una monoposto di Formula 1 realizzata dalla scuderia britannica HWM per partecipare alla stagione 1952 del campionato mondiale di Formula 1.
La vettura ottenne come miglior piazzamento un 5º posto al Gran Premio del Belgio con Paul Frere e un 6º posto al Gran Premio di Francia con Peter Collins.